# 史蒂芬·金澤
史蒂芬·金澤（英語：Stephen Kinzer；1951年8月4日—）為美國作家、記者和學者。他曾於《紐約時報》擔任特約評論員，並撰寫過多本著作，目前為多家報社和新聞社撰稿。

## 記者生涯
1980年代期間，金澤曾對中美洲多場政治革命和社會動盪進行過報導。同時，他也撰寫了自己第一本著作《苦澀的水果：美國於瓜地馬拉發動政變的故事》（Bitter Fruit: The Story of the American Coup in Guatemala），該書敘述瓜地馬拉於1950年代期間發生的軍事政變和社會動盪。1990年，他被外派至《紐約時報》柏林分社擔任社長，任職期間報導了中歐和東歐國家脫離東方集團的過程。1996年至2000年期間，他被《紐約時報》派遣至新成立的伊斯坦堡分社，並擔任首任社長。
返回美國後，金澤定居芝加哥，除擔任《紐約時報》文化版的評論員，亦於西北大學擔任教職。之後移居波士頓，並於波士頓大學教授新聞學和美國外交政策。此外，他還著有多本非虛構著作，這些著作的議題涵蓋土耳其、中美洲、美國自19世紀以來推翻的外國政府以及盧旺達自1994年的大屠殺以來的復興。
此外，金澤亦於《紐約書評》、《衛報》和《波士頓環球報》擔任專欄作家。他還是布朗大學沃森國際和公共事務研究所的資深研究員。

## 觀點
金澤有關中美洲的報導受到了愛德華·赫爾曼和諾姆·喬姆斯基的批評，兩人於1988年出版的共同著作《製造共識》中引用中央情報局指明的康特拉發言人愛德華·查莫羅接受公平與正確報導組織專訪時的說法：
如同一名有任務在身的小弟一樣，金澤總是在報導上處處迎合里根政府：一天報導教會，隔天報導米斯基托人，接下來報導民營企業。我在讀過金澤於這兩週發表的八篇文章發現，其論點完全和白宮的立場相同。金澤反覆質疑桑定民族解放陣線的動機，以及其所作所為是否民主等。如果你仔細分析他的文章，不難發現他不過是在回應白宮的說法。
於《製造共識》的第二章，金澤被批評其報導沒有對瓜地馬拉互助組織多位領導層遭殺害之事提出質疑，且大致上對瓜國軍政府表示同情：
為使報導顯得更加「客觀」，他（金澤）會引用一些互助組織倖存者的說法，但篇幅遠不及軍政府將領的說詞，況且互助組織的成立也得到軍政府的批准（部分事實）。他們（軍政府）指派的調查委員會稱：「沒有任何證據顯示瓜地馬拉境內存在任何秘密拘留設施。」（沒有提及調查委員會的委員組成，沒有提出反證，也沒有提出委員會忽略的因素，比如一些涉嫌遭殺害的離奇失蹤人士）委員會還指政府沒有參與殺害調查記者瑪麗亞·戈多伊、她18歲的弟弟以及3歲的兒子，稱三人死於車禍（瑪麗亞·戈多伊的轎車落入水溝中）。如果金澤願意將死者的傷勢仔細的描寫出來，讀者更能夠自行判斷三人之死是否存在疑點。
喬姆斯基於其2002年出版的選集《理解權力》中的一段訪談補充：
我和愛德華·赫爾曼在《製造共識》一書中做的一件事就是針對記者們引用的來源進行調查。以金澤有關中美洲的報導為例，我針對他1987年10月以來撰寫的50篇報導所引述的來源一一進行查證，並質問我自己：他都是引引述哪些人的意見？結果我發現他的那50篇報導中，沒有引述尼加拉瓜本地任何一位支持桑定民族解放陣線的普通民眾的看法。這非常不尋常，怎可能找不到半名支持者？難不成連解放陣線的領導人丹尼爾·奧爾特加的母親都不支持該組織吧？金澤引述的人皆反對解放陣線。但根據多個《紐約時報》不會引述的民調指出，尼加拉瓜所有反對黨加起來的支持度僅為9%，遠不及金澤報導中的100%。50篇報導中引述的所有人又剛好都屬於這9%。
自此之後，金澤對美國在拉丁美洲以及日後在中東奉行干預主義的外交政策多有所批評。2006年，金澤的著作《顛覆：從夏威夷到伊拉克》正式出版，書中便批評美國的外交政策過於干預主義。2010年，他在接受《Imagineer》雜誌專訪時表示：
美國多年來介入中美洲國家產生的負面影響遠大於正面效益。美方的作為往往幫助鞏固當地高壓且不公平的社會結構與制度，且打壓那些真正捍衛「美國價值」的人士和團體。以智利、瓜地馬拉和宏都拉斯為例，我們推翻了當地價值觀更接近於我們的民主、半民主和國家主義政府，並扶植了治理手段為我們所唾棄的人主政。
2008年，金澤為盧旺達總統保羅·卡加梅撰寫的傳記《千丘之國：盧旺達浴火重生及其織夢人》正式出版，書中作者讚揚卡加梅自1994年大屠殺結束以來的治理成績，認為其為盧旺達帶來和平、發展與穩定，並批評大屠殺發生以前盧旺達的諸位領導人，包括朱韋納爾·哈比亞利馬納。
金澤於2016年發表的一篇評論文章指出，巴沙爾·阿薩德領導的敘利亞政府成功解放首都阿勒頗，結束了武裝勢力三年來對該地區的控制。儘管如此，美國民眾往往被複雜但一派胡言的說法所誤導。他進一步指出：「希拉里·克林頓於2016年競選美國總統期間，在密爾沃基舉行的一場民主黨黨內的辯論會中聲稱聯合國於敘利亞的維和行動是根據2012年6月自己任職國務卿時，於日內瓦協商達成的協議。事實則完全相反，當時希拉里領導的國務院聯合土耳其、沙烏地阿拉伯和以色列成功阻擋科菲·安南支持的聯合國和平方案，因為後者將伊朗納入，且支持阿薩德持續掌政，至少暫時支持。由於當時參與辯論的其他候選人對這件事情的了解有限，因此無人有能力反駁希拉里。」希拉里所指的是敘利亞問題第一次日內瓦會議，會議中主要大國共同商討敘利亞權力交接的原則和指導方針。
金澤於2018年4月進一步指出：
按照美國於中東乃至全世界外交政策的邏輯，我們主要目標便是防止那些政府對我們不友善的國家走向和平與繁榮。以敘利亞為例，那樣的結果我們無法接受。

## 著作
- Bitter Fruit: The Story of the American Coup in Guatemala, with Stephen Schlesinger; Doubleday, 1982; revised ed. Harvard University Press, ISBN 0-674-07590-0
- Crescent and Star: Turkey Between Two Worlds, Farrar, Straus and Giroux, 2001, ISBN 0-374-13143-0
- All the Shah's Men: An American Coup and the Roots of Middle East Terror, John Wiley & Sons, 2003, ISBN 0-471-26517-9
- Overthrow: America's Century of Regime Change from Hawaii to Iraq, Times Books, 2006, ISBN 0-8050-7861-4
- Blood of Brothers: Life and War in Nicaragua, with a new afterword, Harvard University Press, 2007, ISBN 0-674-02593-8
- A Thousand Hills: Rwanda's Rebirth and the Man Who Dreamed It, John Wiley & Sons, 2008, ISBN 978-0-470-12015-6
- Reset: Iran, Turkey, and America's Future, Times Books, 2010, ISBN 978-0-8050-9127-4.
- Reset also published as Reset Middle East: Old Friends and New Alliances: Saudi Arabia, Israel, Turkey, Iran, I.B. Tauris, 2010, ISBN 978-1-84885-765-0
- The Brothers: John Foster Dulles, Allen Dulles, and Their Secret World War, Times Books, 2013. ISBN 978-0-8050-9497-8.
- The True Flag: Theodore Roosevelt, Mark Twain, and the Birth of American Empire, Henry Holt and Co., 2017. ISBN 978-1-6277-9216-5.
- Poisoner in Chief: Sidney Gottlieb and the CIA Search for Mind Control, Henry Holt and Co., 2019, ISBN 978-1-250-14043-2.

## 外部連結
- 史蒂芬·金澤的X（前Twitter）
- 官方网站
- Interview with Kinzer for Guernica Magazine
- C-SPAN內的頁面（英文）
  - Booknotes interview with Kinzer on Crescent & Star: Turkey Between Two Worlds, October 21, 2001.
- "Empirical Evidence", on WNYC's The Brian Lehrer Show,  April 26, 2006
- Interview with Stephen Kinzer and Martha Cardenas (mp3) February 10, 2008